# Taddeo di Giovani Ardeli
Taddeo di Giovani Ardeli znany też jako Taddeo di Giovani Ardelj – sanmaryński polityk.
Jeden z pierwszych kapitanów regentów San Marino. Jego nazwisko pojawia się w trzeciej poświadczonej kadencji, rozpoczynającej się przed dniem 19 sierpnia 1254 roku. Brak danych o drugim kapitanie regencie oraz o długości trwania kadencji.